# Pachakutik
Il Movimento di Unità Plurinazionale Pachakutik - Paese Nuovo (in spagnolo Movimiento de Unidad Plurinacional Pachakutik - Nuevo País) è un partito politico ecuadoriano di orientamento indigenista e socialista fondato nel 1995.
Il termine Pachakutic richiama il concetto tramandato dalle civiltà precolombiane andine che indicava "un cambiamento nel sole".

## Risultati elettorali

### Parlamentari
| Elezione          | Seggi    |
| ----------------- | -------- |
| Parlamentari 1996 | 7 / 77   |
| Parlamentari 1998 | 7 / 121  |
| Parlamentari 2002 | 11 / 100 |
| Parlamentari 2006 | 6 / 100  |
| Parlamentari 2009 | 4 / 124  |
| Parlamentari 2013 | 5 / 137  |
| Parlamentari 2017 | 4 / 137  |
| Parlamentari 2021 | 27 / 137 |
| Parlamentari 2023 | 5 / 137  |
| Parlamentari 2025 |          |